# Kornberg (Gebirgszug)
Der Kornberg ist ein nordöstlicher Gebirgszug des Fichtelgebirges in Oberfranken, Bayern. Naturräumlich gehört er zur Haupteinheit Hohes Fichtelgebirge (394). Seit September 2010 existiert ein Neuentwurf der Naturräume Nordostbayerns, laut der der Waldstein (inklusive Kornberg) eine eigenständige Einheit ist.

## Geographie
Höchste Erhebung ist der Große Kornberg (827 m). Im Westen beginnend befinden sich noch auszugsweise auf dem Gebirgszug: Der Birkenbühl (660 m), der Wellersberg (635 m) und der Neudesberg (664 m), nördlich dann der Petersberg (610 m), der Steinbühl (634 m), der Hauknock (691 m) und die Steinhöhe (720 m). Im Osten bilden der Rabenberg (719 m) zusammen mit dem Pfaffenberg (710 m) den Übergang zu Rehauer Forst und Elstergebirge.

## Topographie
Während im Westen der Gebirgszug bei Kirchenlamitz sanft ausläuft und der Bach Lamitz, die Staatsstraße 2177 von Kirchenlamitz nach Schwarzenbach an der Saale und die Bahnstrecke Weiden–Oberkotzau von Niederlamitz nach Schwarzenbach an der Saale das Fichtelgebirge nach Norden verlassen, verlässt im Osten der im Rehauer Forst entspringende Perlenbach zusammen mit der Autobahn A 93, der Staatsstraße 2454 und der Bahnstrecke Cheb–Oberkotzau jeweils von Selb nach Rehau ebenfalls das Gebirge nach Norden.
Der Kornbergzug bildet grob auch die Sprachgrenze zwischen ostfränkischem und bairischem Dialekt, da die Besiedlung sich entlang der im Fichtelgebirge entspringenden Flüsse Saale, Weißer Main, Eger und Fichtelnaab entwickelte. Der Name Waldsteiner Kette für die gesamte Nordflanke des Fichtelgebirges geriet in Vergessenheit und wird nicht mehr verwendet.

## Geologie
Geologisch besteht der Gebirgsstock im Wesentlichen aus Granit. Die Geschichte seiner Orogenese beginnt im Präkambrium etwa vor 750–800 Millionen Jahren – fast 20 % der Erdgeschichte, was nur auf wenige der heute noch bestehenden Rumpfgebirge zutrifft.

## Bauwerke
Auf dem Großen Kornberg befindet sich der ehemalige Aufklärungsturm der Bundeswehr und der 1954 eingeweihte Turm der Schönburgwarte.

## Karten
- Fritsch Wanderkarte 1:50.000 Fichtelgebirge-Steinwald